# Apol·lònia d'Alexandria
Apol·lònia, en grec: Ἀπολλωνία, Apollonía (morta a Alexandria, ca. 249) va ser una jove cristiana, martiritzada per la seva fe. És venerada com a santa per totes les confessions cristianes i com a santa patrona dels dentistes i oficis relacionats, ja que la llegenda vol que el martiri consistís que li arrenquessin les dents.

## Història
La narració del martiri és recollida per Eusebi de Cesarea (265-340), que l'extreu d'una carta del bisbe Dionisi d'Alexandria (mort 265) a Fabi d'Antioquia, on li explica els fets que ell mateix havia presenciat. Es pot, per tant, considerar com a autèntica la història, encara que possiblement ha estat embellida amb alguns elements.
Entre 249 i 250 va haver-hi una revolta a Alexandria contra la comunitat cristiana. Apol·lònia era una dona ja gran, cristiana i soltera, que havia destacat per la seva tasca d'apostolat; va ésser capturada amb altres i colpejada fins al punt que li van caure algunes dents. Després es preparà una foguera per cremar-la; podria haver-se alliberat, però ella mateixa es va llençar a les flames i morí. El cos de la màrtir, segons aquest relat, va quedar reduït a cendres.
El text de Dionís, transmès per Eusebi, diu:
"En aquest temps, Apol·lònia, parthénos presbytis [voldria dir, probablement, que era una diaconessa, més que no pas una verge amb edat avançada] era tinguda en gran estima. Aquells homes la prengueren també i amb repetits cops li trencaren totes les dents. Després aixecaren fora de la ciutat una pila de tions i l'amenaçaren amb cremar-la viva si refusava de repetir les paraules impies que ells dirien [blasfèmies contra Crist o invocacions als déus pagans]. A demanda seva, va ser deixada anar un moment i, ràpidament, va córrer cap al foc i hi cremà fins a morir."
Jacopo da Varazze va ampliar la història a la Llegenda àuria, al segle xiii.

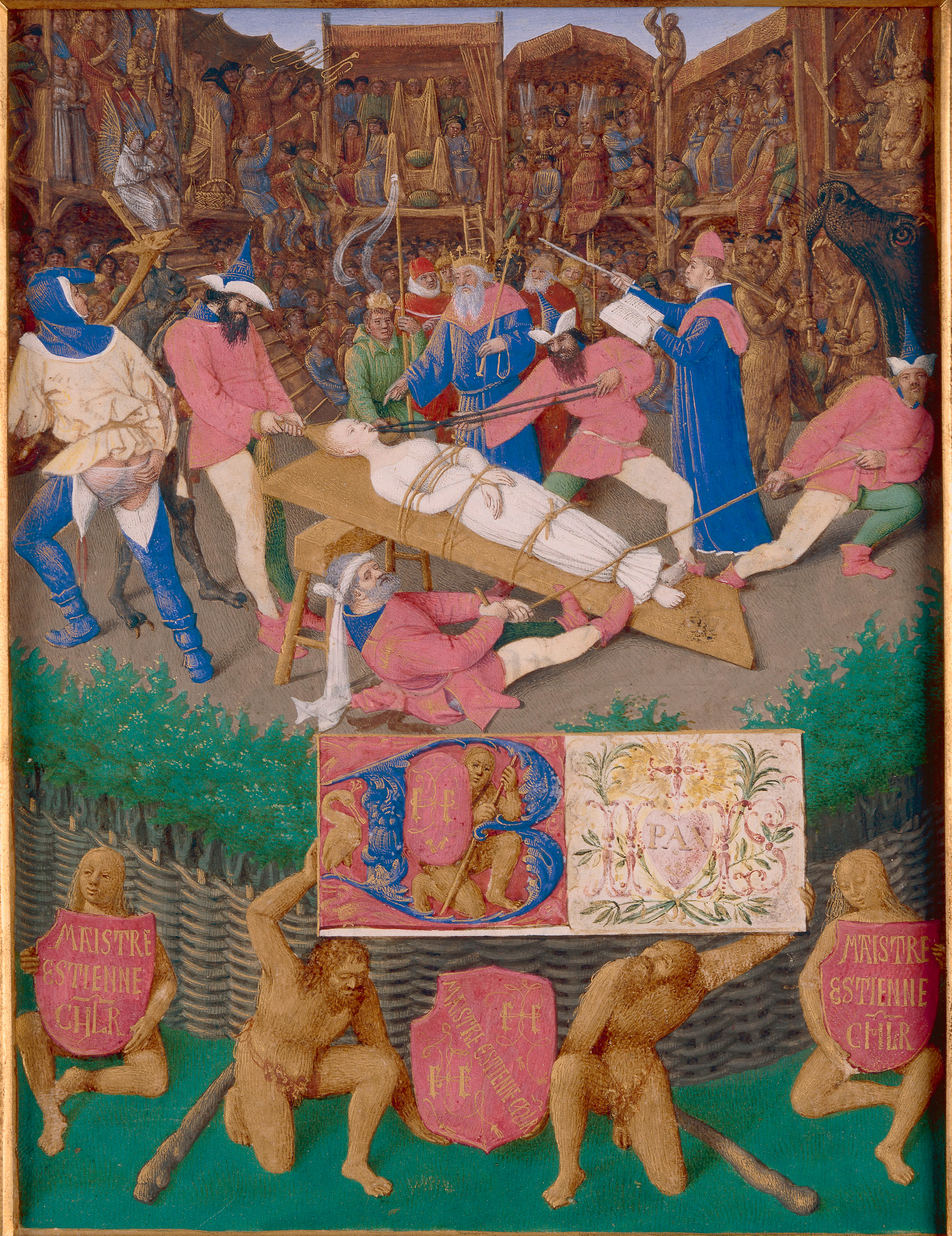
Martiri de santa Apol·lònia, miniatura del llibre d'hores d'Étienne Chevalier, per Jean Fouquet, s. XVI
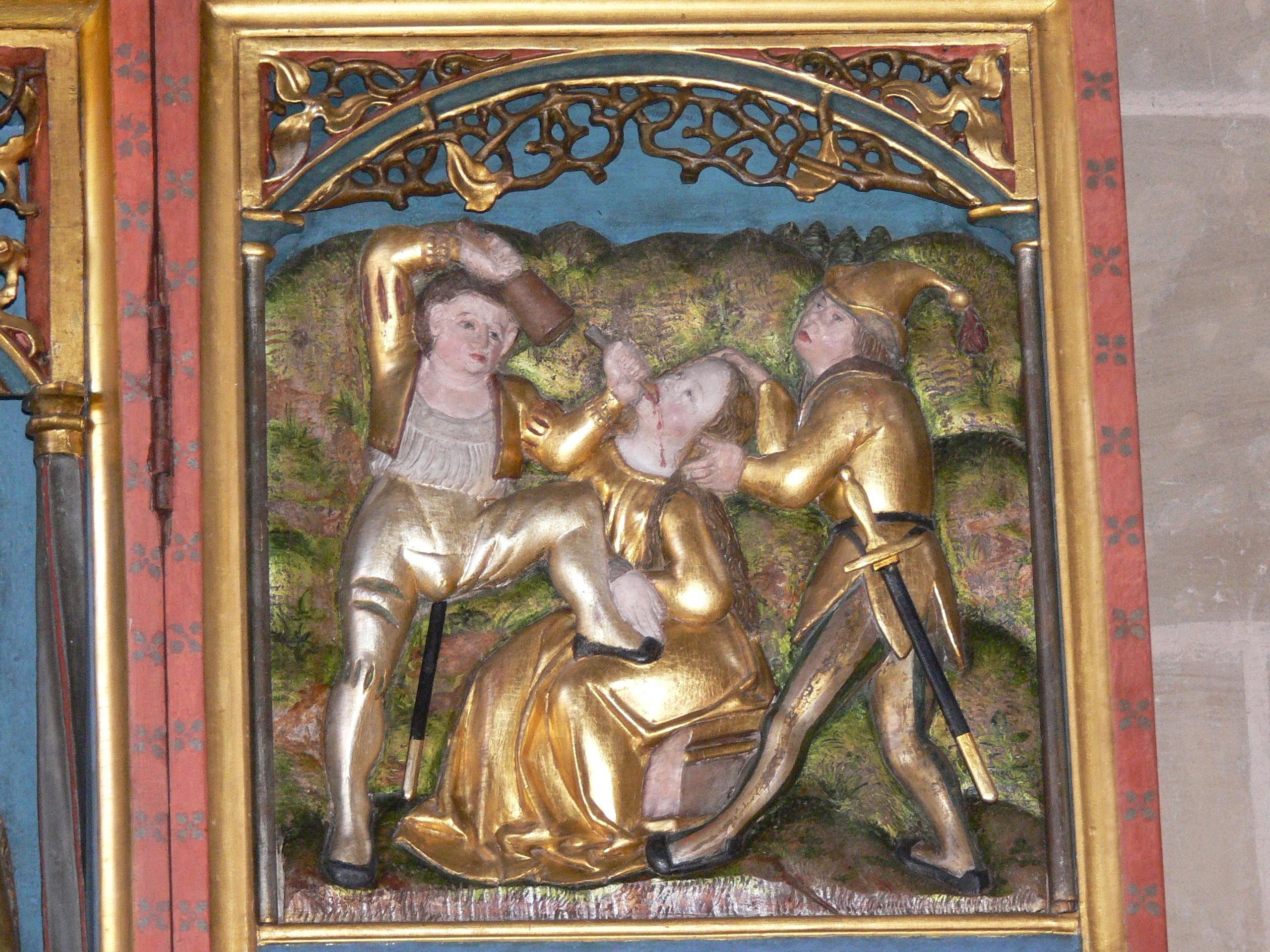
Martiri, 1513 (Heilsbronn, Catedral)
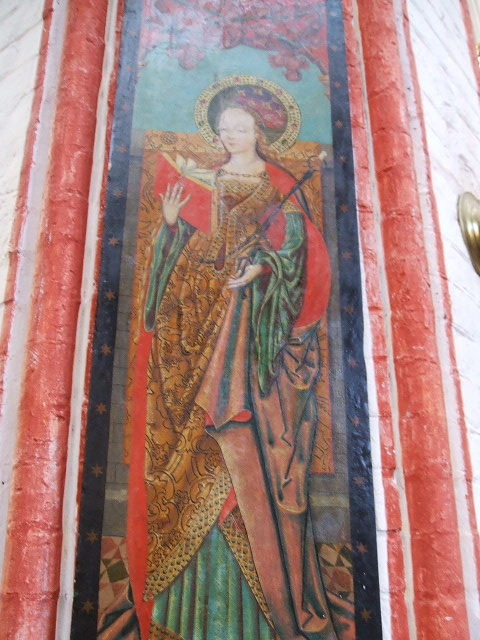
Fresco a l'església de S. Nicolau (Stralsund)
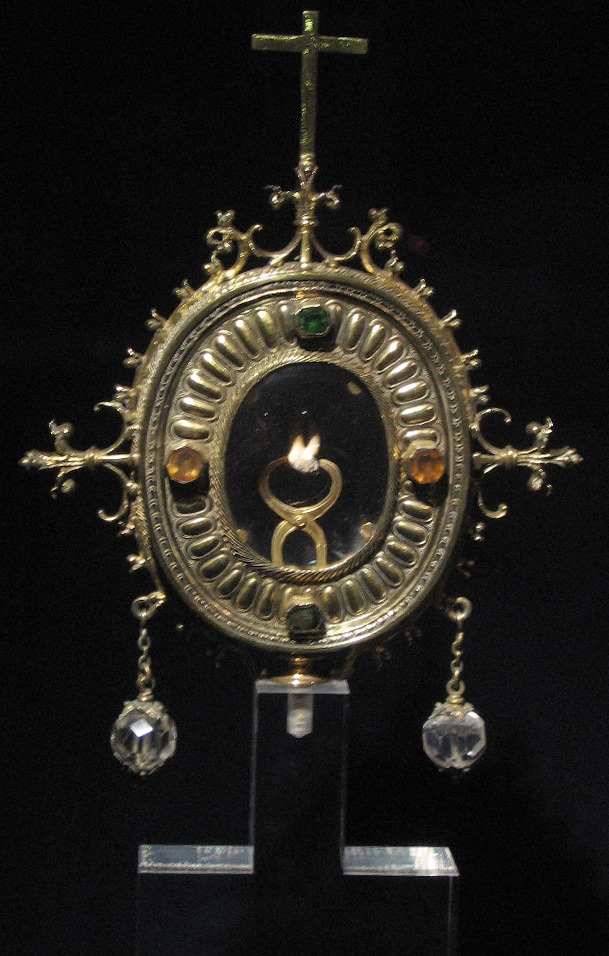
Reliquiari amb dents que la tradició vol de Santa Apol·lònia, a la Catedral de Porto (Portugal)

## Veneració
De veneració antiga, primer a Alexandria i després a tota la cristiandat, la seva festivitat és el 9 de febrer. Arran del seu martiri, es va associar immediatament a les dents, essent considerada com a advocada contra el mal de dents i patrona dels dentistes. Als països germànics és invocada com un dels Catorze Sants Auxiliadors, encara que no forma part de la llista original dels catorze sants.
Tot i que unes versions deien que el cos cremat havia quedat reduït a cendres, les relíquies de la santa abunden arreu d'Europa. La major part eren preservades a l'antiga església de Sant'Apollonia de Roma, desapareguda. Avui, se'n conserven: el crani a la Basilica de Santa Maria in Trastevere, els braços a la Basilica de San Lorenzo fuori le Mura, part de la mandíbula a San Basilio i altres relíquies són repartides en altres llocs: Anvers, Sant Agustí de Brussel·les, la catedral de Porto, etc. Molt sovint, les relíquies són dents, probablement sense cap relació amb la santa. De fet, Pius VI va voler donar credibilitat al culte a les relíquies i va fer recollir a Itàlia totes les dents atribuïdes a la santa: va omplir-se un cofre amb tres kilos de dents, que, com a relíquies falses, va ésser llençat al riu Tíber. A França només s'havien comptat unes cinc-centes dents més de la santa!

## Santa Apol·lònia de Roma
Una Passio llatina posterior trasllada el martiri a Roma durant el regnat de l'emperador Julià l'Apòstata: de fet, es crea una duplicació de personalitat hagiogràfica, creant una nova santa d'idèntic nom i martiri, però natural de Roma.

## Llegenda barcelonina de Santa Apol·lònia
Article principal: Apol·lònia de Barcelona
Una tradició barcelonina, transmesa per Joan Amades, explica una versió diferent, totalment descontextualitzada de la realitat, de la història. Diu la tradició que santa Apol·lònia era natural de Barcelona i monja dominica. De jove havia estat casada amb un home molt geniüt i violent que la tractava amb brutalitat; per això, tipa del maltractament, es va fer monja. Una nit se li va aparèixer Crist carregat amb una creu tan feixuga que amb prou feines es podia mantenir dret. Ella va dir d'ajudar-lo, a la qual cosa va respondre Jesús: "Apol·lònia, Apol·lònia, com vols ajudar-me a portar la creu si no pots amb la teva?" La santa va comprendre el sentit de les paraules del Senyor i l'endemà mateix va deixar el convent i va tornar al costat del seu marit: aquest, com a benvinguda, li va ventar una pallissa que li va fer saltar tots els queixals i les dents i va acabar matant-la. Per això era venerada contra el mal de queixal i era patrona de les dones maltractades.